# Кућа Калвет
Кућа Калвет је зграда у Браселони, коју је пројектовао Антони Гауди. Направљена је за познатог произвођача текстила Калвета. Ова зграда је прва, и најобичнија од три коју је Гауди дизајнирао у делу Барселоне који се зове Ешампле. 
Најмаштовитије представљен део зграде је задњи део и њена фасада и декорација ходника и намештаја, који је направљен од потпуно органских материјала. На фасади су најупечатљивији делови са симболиким елементима. Изнад врата се налазе иницијали власника. Галерију подупире чемпрес, симбол гостопримства. На главном спрату, олуци су представљени у облику печурака, зато што је власник био и микологичар.
Кућа Калвет није отворена за обиласке, али се у њој налази ресторан.